# Cañada de Berachi
La Cañada de Berachi es un curso de agua uruguayo, ubicado en el departamento de Cerro Largo, nace en la Sierra de Ríos, un ramal de la Cuchilla Grande y desemboca en el río Yaguarón.